# Hassan Sheikh Mumin
Hassan Sheikh Mumin (somalí: Xasan Sheekh Muumiin, 1931 – 16 de enero de 2008) fue un poeta, compositor, actor, y dramaturgo somalí.

## Biografía
Mumin nació en 1931 cerca del pueblo de Zelia, en lo que ese entonces era el Protectorado de la Somalilandia Británica. Cuando tenía nueve años, su familia se mudó a Boorama, donde se graduó de la escuela y asistió a una madrassa.
Más adelante, ingresó a la Liga de la Juventud Somalí (LJS), el primer partido político de Somalia, formado antes de su independencia. Escribió y publicó su primer poema para el LJS tras un evento en Boorama a inicios de los años 50.
Después de la independencia de Somalia en 1960, Mumin trabajó en Radio Mogadiscio entre 1965 y 1968 como poeta, dramaturgo y conferenciante residente. Posteriormente ocupó un cargo en el Departamento de Educación y Cultura Nacional.
En 1969, tras el golpe de Estado del Consejo Supremo Revolucionario que llevó al dictador Siad Barre al poder, Mumin se refugió en Yibuti, dado que su poesía fue prohibida.

## Obras importantes

### Shabeelnaagood
Una de las obras más importantes de Mumin es Shabeelnaagood (1965), una pieza que aborda la posición social de las mujeres, la urbanización, el cambio de las prácticas tradicionales y la importancia de la educación durante el período anterior a la independencia. Aunque los problemas que describe fueron corregidos hasta cierto punto posteriormente, el trabajo sigue siendo un pilar de la literatura somalí. Shabeelnaagood fue traducido al inglés en 1974 con el título Leopard Among the Women (El Leopardo Entre las Mujeres) por Bogumił Andrzejewski, quien también escribió la introducción. Mumin compuso tanto la obra en sí como la música utilizada en ella. La pieza aparece regularmente en varios programas escolares, incluida la Universidad de Oxford, que publicó por primera vez la traducción al inglés en su sala de prensa.
Durante un pasaje decisivo de la obra, la heroína, Shallaayo, lamenta que el Leopardo del título la haya engañado para un matrimonio falso:

Las mujeres no tienen parte en los campamentos de este mundo, y son los hombres quienes hicieron estas leyes, en su propio beneficio. Por Dios, por Dios, los hombres son nuestros enemigos, aunque nosotros mismas los criamos, los amamantamos en nuestros pechos, y nos mutilaron: No compartimos la paz con ellos.
Shabeelnaagood (1965)

### Samo Ku Waar
En 1997, Hassan Sheikh Mumin escribió y compuso Samo Ku Waar, que fue adoptado como himno de Somalilandia.

## Fallecimiento
Hassan Sheikh Mumin falleció el 16 de enero de 2008 en Oslo, Noruega. Fue enterrado en Boorama, con la asistencia de cientos de personas, ministros, y una delegación de Yibuti. Recibió un premio del gobierno del mencionado país póstumamente.